# شريان منعطف فخذي إنسي
شريان منعطف فخذي إنسي (بالإنجليزية: Medial circumflex femoral artery)‏‏هو شريان يتفرعُ من شريان فخذي عميق.

## فروعه
يخرجُ منه الفروع التالية:
- فرع غائر للشريان المنعطف الفخذي الإنسي
- الفرع الصاعد للشريان المنعطف الفخذي الإنسي
- الفرع الظاهر للشريان المنعطف الفخذي الإنسي